# Nad Skalnou
Nad Skalnou (819 m) – szczyt Gór Lubowelskich na Słowacji, w polskiej regionalizacji z 2018 r. zaliczanych do Pogórza Popradzkiego. Znajduje się w zakończeniu grzbietu odchodzącego z Oślego Wierchu (859 m) w północnym kierunku poprzez wzniesienie Kóta 772 do doliny Popradu. Wznosi się nad miejscowością Mniszek nad Popradem. Od wschodniej strony jego stoki opadają do doliny potoku Grešácky potok, od zachodniej do doliny potoku Hranična. Zachodnie stoki przecięte są jarami dwóch potoków spływających do Hraničnej. Góra jest w większości zalesiona, ale na mało stromych podwierzchołkowych, południowo-zachodnich stokach znajduje się osiedle Skalná i od niego pochodzi nazwa szczytu.
Przez wzniesienie to prowadzi szlak turystyczny. Omija on jednak jego wierzchołek i prowadzi po jego wschodniej stronie przełęczą pomiędzy Nad Skalnou a Wysokim Gruniem (660 m). Szlak ten omija również osiedle Skalna. Turyści chodzą tędy dość rzadko, na mapach szlak jest często błędnie zaznaczony, w terenie słabo oznakowany.

## Szlaki turystyczne
– zielony: Ośli Wierch – Mniszek nad Popradem – 3.30 h, ↓ 3.10 h